# Signpost to Murder
Signpost to Murder est un film policier américain réalisé par George Englund, sorti en 1965.

## Synopsis
Un homme, en fuite après avoir tué sa femme, se réfugie dans la maison d'une femme qui cache de sombres secrets.

## Fiche technique
- Réalisation : George Englund
- Scénario : Sally Benson d'après une pièce de Monte Doyle
- Producteur : Lawrence Weingarten
- Photographie : Paul Vogel
- Musique : Lyn Murray
- Montage : John McSweeney Jr.
- Production : Marten Pictures
- Genre : policier, mélodrame[1]
- Distributeur : Metro-Goldwyn-Mayer
- Durée : 78 minutes
- Date de sortie : 19 mai 1965

## Distribution
- Joanne Woodward : Molly Thomas
- Stuart Whitman : Alex Forrester
- Edward Mulhare : Dr. Mark Fleming
- Alan Napier : The Vicar
- Joyce Worsley : Mrs. Barnes
- Leslie Denison : Superintendent Bickley
- Murray Matheson : Dr. Graham
- Hedley Mattingly : Police Constable Mort Rogers
- Carol Veazie : Auntie

## Remake
Le film a fait l'objet d'un remake en Inde en 1999 sous le titre Kaun, réalisé par Ram Gopal Varma.